# Мьолнлюке
Мьолнлюке (на шведски: Mölnlycke) е град в югозападната част на Швеция, лен Вестра Йоталанд. Главен административен център на община Херюда. Намира се на около 400 km на югозапад от столицата Стокхолм и на 10 km на изток от центъра на лена Гьотеборг. Има жп гара. Населението на града е 15 608 жители според данни от преброяването през 2010 г.